# Vida de Jesús en el Nuevo Testamento

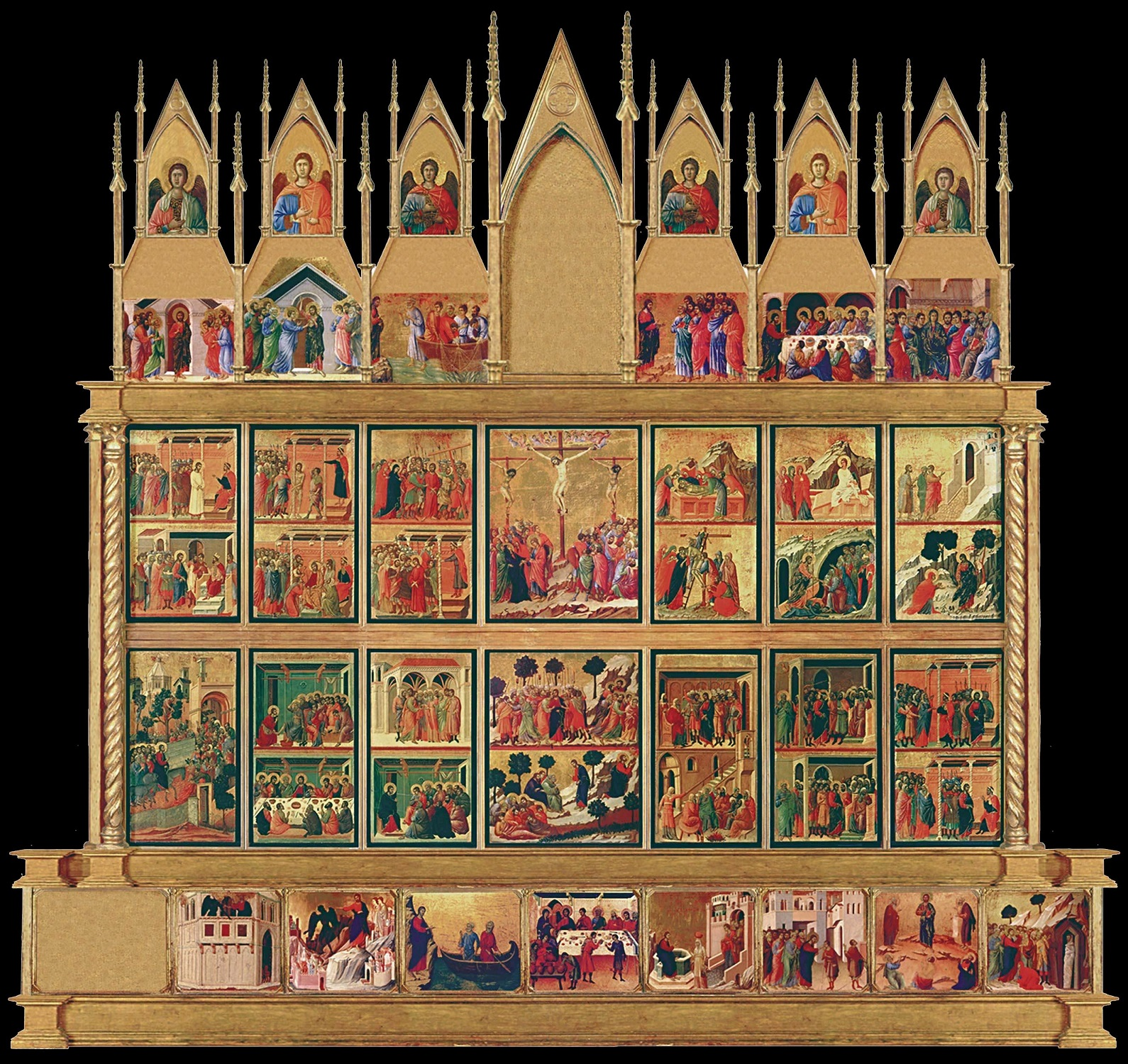
La Maestà de Duccio, (1310) que representa la vida de Cristo, con 26 escenas centrales dedicadas a la Pasión y la Resurrección.

Los cuatro evangelios canónicos del Nuevo Testamento son las fuentes principales de información para la narración de la vida de Jesús .  Sin embargo, otras partes del Nuevo Testamento, como las epístolas paulinas que probablemente se escribieron con una diferencia de 20 a 30 años también incluyen referencias a episodios clave de su vida, como la Última Cena .  Y los Hechos de los Apóstoles ( 1: 1–11 ) dicen más sobre el episodio de la Ascensión que los evangelios canónicos.

## Genealogía y Natividad

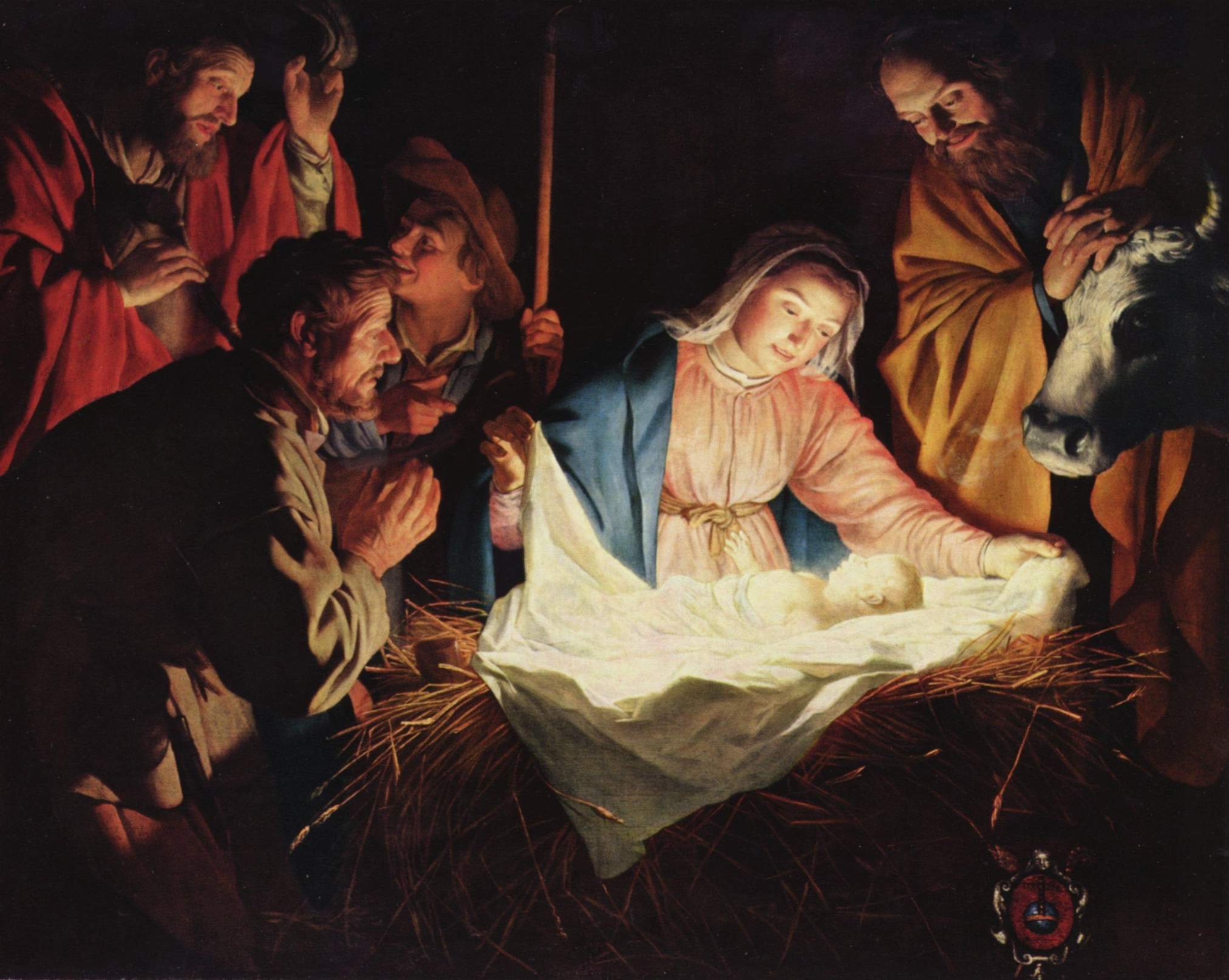
"Adoración de los pastores" por Gerard van Honthorst, 1622

La genealogía y la Natividad de Jesús se describen en dos de los cuatro evangelios canónicos: el Evangelio de Mateo y el Evangelio de Lucas. Mientras Lucas rastrea la genealogía hacia arriba, hacia Adán y Dios, Mateo la rastrea hacia abajo, hacia Jesús.  Ambos evangelios afirman que Jesús no fue engendrado por José, sino que fue concebido milagrosamente en el vientre de María, madre de Jesús por el Espíritu Santo. Ambos relatos se remontan a José, luego al rey David y de allí a Abraham. Estas genealogías son idénticas entre Abraham y David (excepto uno), pero difieren casi completamente entre David y José.  Mateo da a Jacob como el padre de José y Lucas dice que José era hijo de Heli. Los intentos por explicar las diferencias entre las genealogías han variado en naturaleza. Gran parte de la erudición moderna los interpreta como invenciones literarias.
Los relatos de Lucas y Mateo sobre el nacimiento de Jesús tienen una serie de puntos en común; ambos tienen a Jesús naciendo en Belén, en Judea, de una madre virgen. En el relato de Lucas, José y María viajan desde su hogar en Nazaret para el censo a Belén, donde nace Jesús y es recogido en un pesebre.  Los ángeles lo proclaman como el salvador de todas las personas, y los pastores lo adoran; la familia regresa luego a Nazaret. En Mateo, los Magos siguen una estrella hasta Belén, donde vive la familia, para llevar regalos a Jesús, nacido el Rey de los judíos.  El rey Herodes masacra a todos los varones menores de dos años en Belén para matar a Jesús, pero la familia de Jesús huye a Egipto y luego se establece en Nazaret.  A lo largo de los siglos, los eruditos bíblicos han intentado reconciliar estas contradicciones, mientras que los estudiosos modernos en su mayoría las consideran legendarias. En general, consideran el tema de la historicidad como algo secundario, dado que los evangelios se escribieron principalmente como documentos teológicos en lugar de cronogramas cronológicos.

## Ministerio

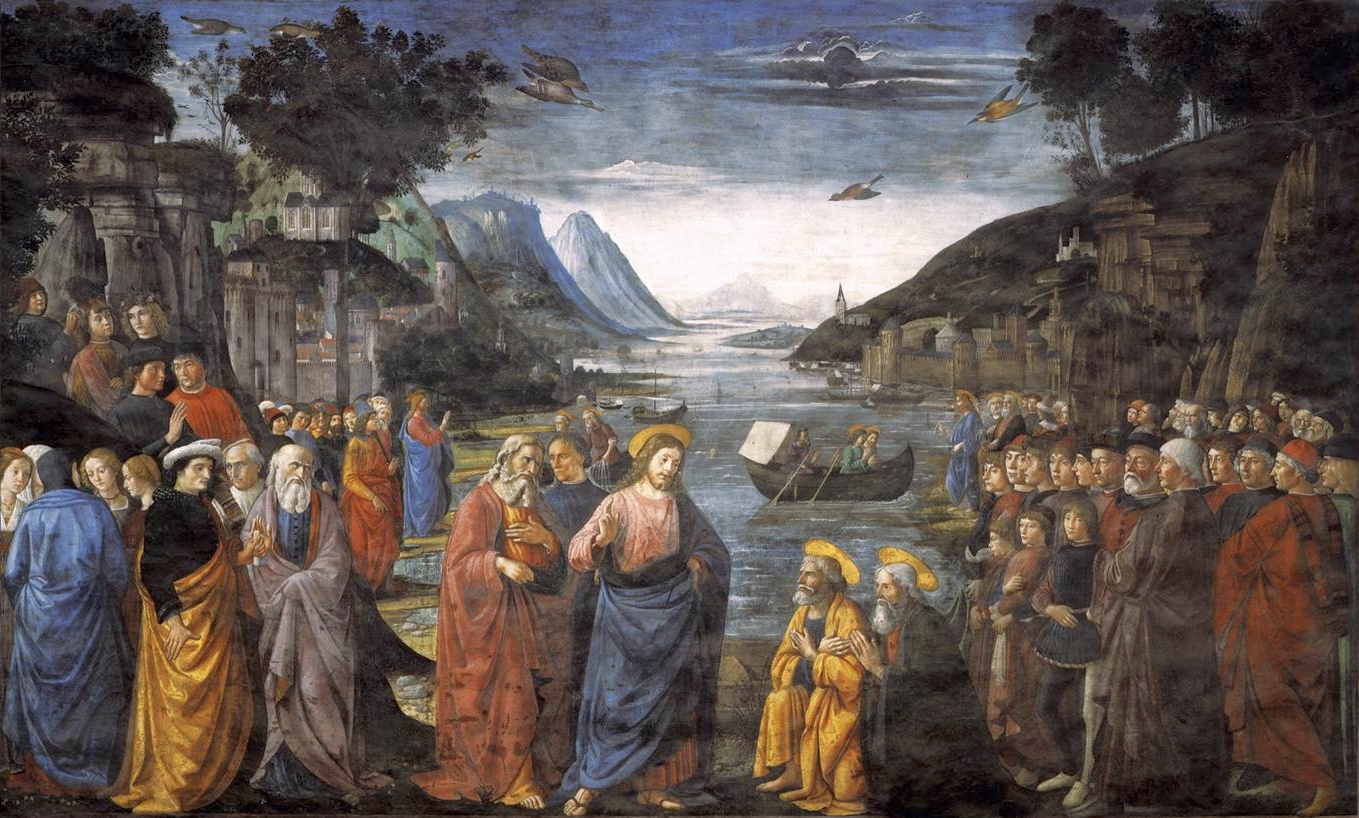
Jesús comisionó a los doce apóstoles, representados por Ghirlandaio, 1481.

Los cinco hitos principales en la narrativa del Nuevo Testamento de la vida de Jesús son su Bautismo, Transfiguración, Crucifixión, Resurrección y Ascensión .
En los evangelios, el ministerio de Jesús comienza con su Bautismo por Juan el Bautista, cuando tiene unos treinta años.  Entonces Jesús comienza a predicar en Galilea y reúne a sus discípulos.  Después de la proclamación de Jesús como Cristo, tres de los discípulos presencian su Transfiguración.  Después de la muerte de Juan el Bautista y la Transfiguración, Jesús comienza su viaje final a Jerusalén, habiendo predicho su propia muerte allí.  Jesús hace una entrada triunfal en Jerusalén, y allí aumentan los desacuerdos con los fariseos y uno de sus discípulos acepta traicionarlo por treinta piezas de plata.
En los evangelios, el ministerio de Jesús comienza con su bautismo en el campo de Judea y en la Transjordania romanas, cerca del río Jordán, y termina en Jerusalén, después de la última cena con sus discípulos. El Evangelio de Lucas ( 3:23 ) declara que Jesús tenía "aproximadamente 30 años de edad" al comienzo de su ministerio.  La cronología de Jesús generalmente tiene la fecha de inicio de su ministerio estimada en alrededor de 27–29 y el final en el rango de 30–36.
El primer ministerio de Jesús en Galilea comienza cuando, después de su bautismo, regresa a Galilea de su etapa en el desierto de Judea .  En este período temprano, predica alrededor de Galilea y recluta a sus primeros discípulos que comienzan a viajar con él y finalmente forman el núcleo de la Iglesia primitiva ya que se cree que los Apóstoles se dispersaron de Jerusalén para fundar los Encuentros Apostólicos.  El ministerio mayor de Galilea que comienza en Mateo 8 incluye la comisión de los Doce Apóstoles, y cubre la mayor parte del ministerio de Jesús en Galilea.  El ministerio final de Galilea comienza después de la muerte de Juan el Bautista mientras Jesús se prepara para ir a Jerusalén.
En el último ministerio de Judea, Jesús comienza su viaje final a Jerusalén a través de Judea.  Mientras Jesús viaja hacia Jerusalén, en el ministerio pereano posterior, aproximadamente a un tercio del camino desde el mar de Galilea (en realidad un lago de agua dulce) a lo largo del río Jordán, regresa a la zona donde fue bautizado.  El ministerio final en Jerusalén a veces se llama la Semana de la Pasión y comienza con la entrada triunfal de Jesús en Jerusalén.  Los evangelios brindan más detalles sobre el ministerio final que los otros períodos, dedicando aproximadamente un tercio de su texto a la última semana de la vida de Jesús en Jerusalén . En los relatos del evangelio, hacia el final de la última semana en Jerusalén, Jesús tiene la Última Cena con sus discípulos, y al día siguiente es traicionado, arrestado y juzgado.  El juicio termina en su crucifixión y muerte.  Tres días después de su entierro, resucita y se aparece a sus discípulos y a una multitud de sus seguidores (alrededor de 500 en total) durante un período de 40 días   , después de lo cual asciende al cielo

### Ubicaciones del Ministerio

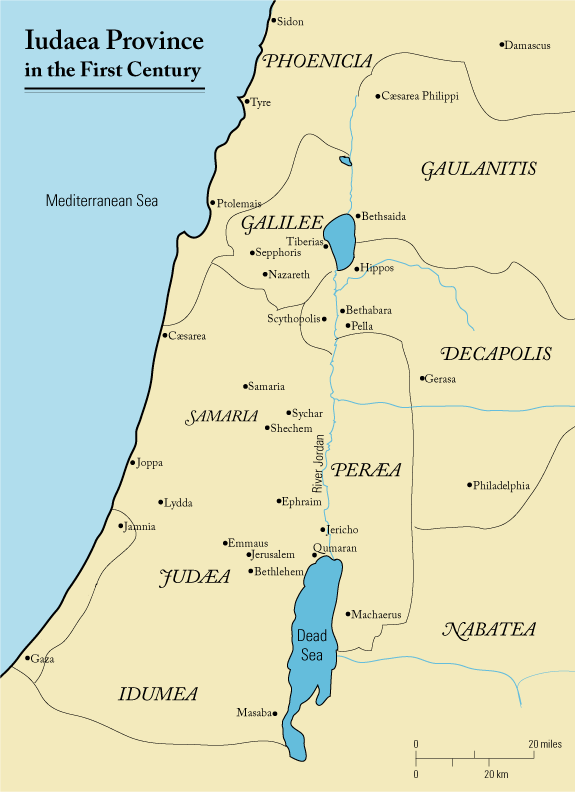
Galilea, Perea y Judea en la época de Jesús.

En los relatos del Nuevo Testamento, las ubicaciones principales del ministerio de Jesús fueron Galilea y Judea, con actividades que también se llevaron a cabo en áreas circundantes como Perea y Samaria.
La narrativa del evangelio del ministerio de Jesús está tradicionalmente separada en secciones que tienen una naturaleza geográfica. 
- Ministerio de Galilea: el ministerio de Jesús comienza cuando, después de su bautismo, regresa a Galilea y predica en la sinagoga de Cafarnaúm.  Los primeros discípulos de Jesús se encuentran con él cerca del Mar de Galilea y su último ministerio en Galilea incluye episodios clave como el Sermón de la Montaña (con las Bienaventuranzas ) que forman el núcleo de sus enseñanzas morales.  El ministerio de Jesús en el área de Galilea termina con la muerte de Juan el Bautista .

- Viaje a Jerusalén: después de la muerte del Bautista, aproximadamente a la mitad de los evangelios (aproximadamente Mateo 17 y Marcos 9 ), se producen dos eventos clave que cambian la naturaleza de la narrativa al comenzar la revelación gradual de su identidad a sus discípulos: su Proclamación como Cristo por Pedro y su transfiguración .  Después de estos eventos, una buena parte de las narraciones del evangelio tratan con el viaje final de Jesús a Jerusalén a través de Perea y Judea.  Mientras Jesús viaja hacia Jerusalén a través de Perea, regresa a la zona donde fue bautizado.

- Semana final en Jerusalén: La parte final del ministerio de Jesús comienza ( Mateo 21 y Marcos 11 ) con su entrada triunfal en Jerusalén después de la crianza del episodio de Lázaro que tiene lugar en Betania .  Los evangelios proporcionan más detalles sobre la parte final que sobre los otros períodos, dedicando aproximadamente un tercio de su texto a la última semana de la vida de Jesús en Jerusalén, que termina en su crucifixión.  Los relatos del Nuevo Testamento de las apariciones de Jesús resucitados y su ascensión también se producen en Judea.

### Bautismo y tentación

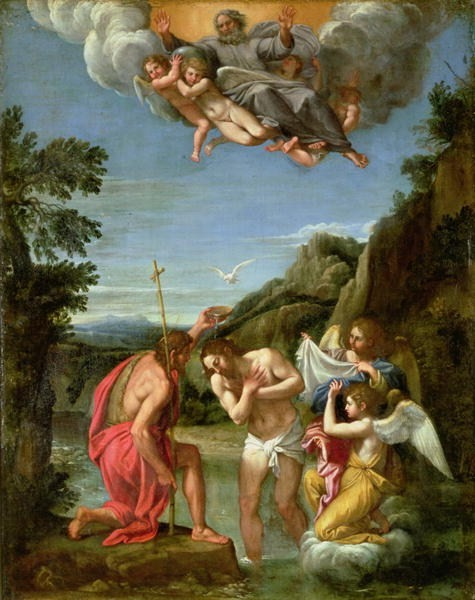
El bautismo de Cristo del siglo XVII de Francesco Albani es una representación típica con la apertura del cielo y el Espíritu Santo descendiendo como paloma, el bautismo fue realizado por Juan.

El bautismo de Jesús marca el comienzo de su ministerio público.  Este evento está registrado en los evangelios canónicos de Mateo, Marcos y Lucas.  En Juan 1: 29-33, en lugar de una narración directa, Juan el Bautista da testimonio del episodio.
En el Nuevo Testamento, Juan el Bautista predicó un " bautismo con agua ", no de perdón, sino de penitencia o arrepentimiento para la remisión de los pecados ( Lucas 3: 3 ), y se declaró a sí mismo como un precursor para alguien que bautizaría "con el Santo Espíritu y con fuego '( Lucas 3:16 ).  Al hacerlo, estaba preparando el camino para Jesús  Jesús llegó al río Jordán, donde fue bautizado por Juan.  La escena bautismal incluye la apertura de los Cielos, un descenso del Espíritu Santo en forma de paloma y una voz del Cielo que dice: "Este es mi Hijo amado con quien estoy muy complacido".
La mayoría de los estudiosos modernos ven el hecho de que Jesús fuera bautizado por Juan como un evento histórico al que se puede asignar un alto grado de certeza.  James Dunn afirma que la historicidad del bautismo y la crucifixión de Jesús "tienen un asentimiento casi universal".  Junto con la crucifixión de Jesús, la mayoría de los eruditos lo ven como uno de los dos hechos históricamente ciertos sobre él, y con frecuencia lo utilizan como puntos de partida para el estudio del Jesús histórico.
La tentación de Jesús se detalla en los evangelios de Mateo , Marcos , y Lucas .  En estas narraciones, después de ser bautizado , Jesús ayunó durante cuarenta días y noches en el desierto de Judea.  Durante este tiempo, el diablo se le apareció y lo tentó.  Jesús rechazó cada tentación, el diablo se fue y vinieron los ángeles y trajeron alimento a Jesús.

### Llamada a los discípulos y el ministerio temprano

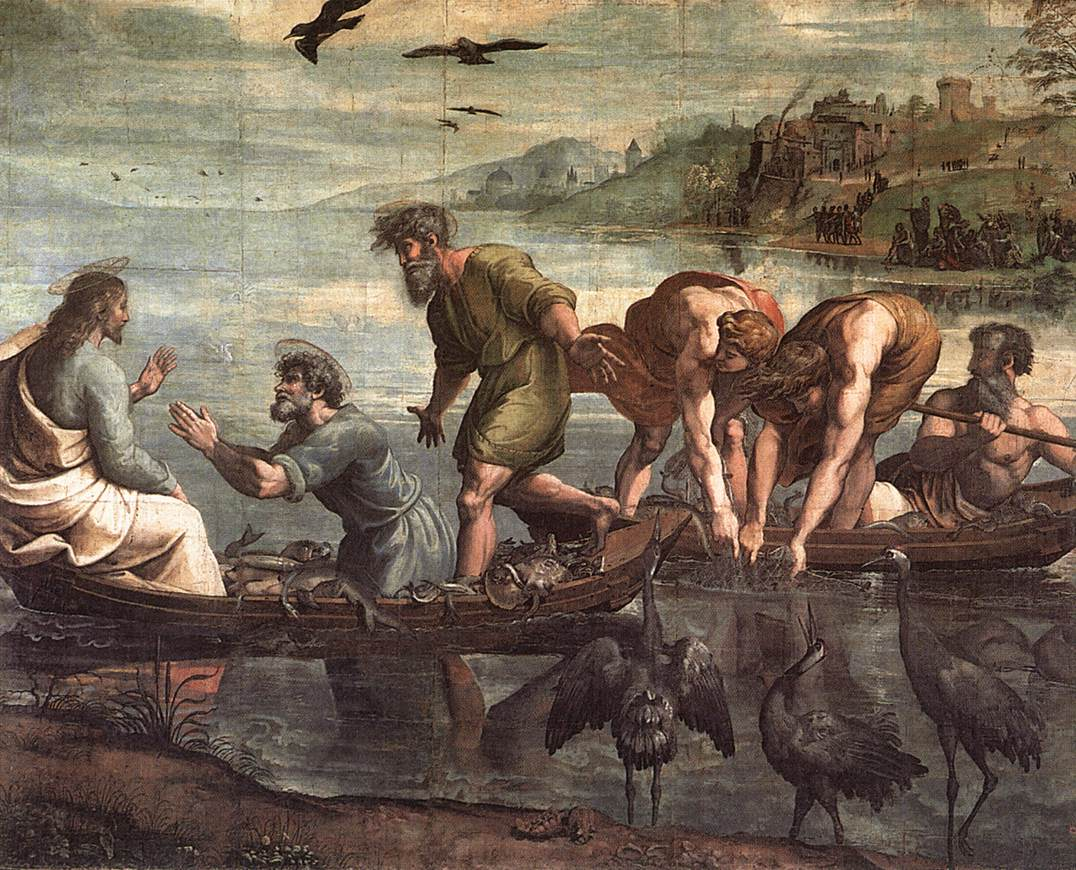
Llamamiento a los discípulos y la captura milagrosa de peces, por Rafael, 1515

La llamada a los primeros discípulos es un episodio clave en los evangelios y donde comienza el ministerio activo de Jesús y construye los cimientos para el grupo de personas que lo siguen y luego forman la Iglesia primitiva.  Tiene lugar en 4:18-22 , 1:16-20 y 5:1-11 en el Mar de Galilea .  Juan 1:35-51 informa sobre el primer encuentro con dos de los discípulos un poco antes en presencia de Juan el Bautista.  Particularmente en el Evangelio de Marcos, el comienzo del ministerio de Jesús y la llamada de los primeros discípulos son inseparables.
En el Evangelio de Lucas ( NIV ), el evento es parte de la primera captura milagrosa de peces y tiene como consecuencia la unión de Pedro, así como de Santiago y Juan , los hijos de Zebedeo, que se unieron a Jesús vocacionalmente como discípulos.  La reunión de los discípulos en Juan 1:35-51 sigue los mismos patrones de reunión de discípulos que continúan en el Nuevo Testamento, ya que quienes han recibido el testimonio de otra persona se convierten en testigos de Jesús.  Andrés sigue a Jesús por el testimonio de Juan el Bautista, Felipe trae a Natanael y el patrón continúa en 4:4-26 donde la Mujer Samaritana en el pozo da testimonio a la gente de la ciudad acerca de Jesús.
Este período temprano también incluye el primer milagro de Jesús en el matrimonio en Caná, en el Evangelio de Juan, donde Jesús y sus discípulos son invitados a una boda y cuando el vino se acaba, Jesús convierte el agua en vino al realizar un milagro.

### Ministerio y milagros en Galilea
Las actividades de Jesús en Galilea incluyen una serie de milagros y enseñanzas. Los comienzos de este período incluyen Sanar al siervo del centurión (8: 5-13) y la tempestad calmada (Mateo 8: 23-27), ambos relacionados con el tema de la fe para vencer el miedo. En este período, Jesús también reúne discípulos, por ejemplo, llama a Mateo.  La comisión de los doce apóstoles relaciona la selección inicial de los doce apóstoles entre los discípulos de Jesús.
En el discurso de la Misión, Jesús instruye a los doce apóstoles nombrados en Mateo 10: 2-3 para que no lleven pertenencias mientras viajan de ciudad en ciudad y predican.  Por separado, en Lucas 10: 1-24  se relacionan los Setenta Discípulos , donde Jesús designa a un mayor número de discípulos y los envía en pares con el Mandato del Misionero para ir a las aldeas antes de la llegada de Jesús a ellas.

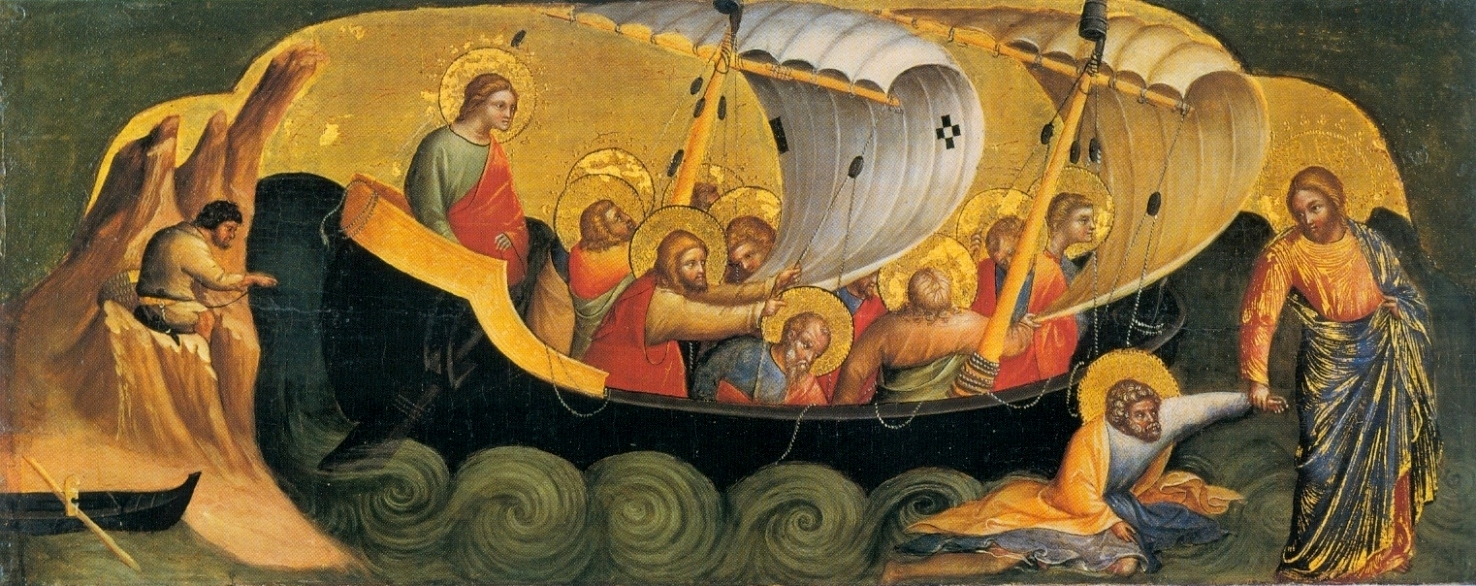
Caminando sobre el agua, por Veneziano, 1370.

Después de enterarse de la muerte del Bautista, Jesús se retira a un lugar solitario cerca de Betsaida, donde se dirige a las multitudes que lo habían seguido a pie desde las ciudades, y los alimenta a todos con " cinco panes y dos peces " suministrados por un niño.  Después de esto, los evangelios presentan el episodio Caminando en el agua en Mateo 14: 22-23 , Marcos 6: 45-52 y Juan 6: 16-21 como un paso importante en el desarrollo de la relación entre Jesús y sus discípulos, en esta etapa de su ministerio  El episodio enfatiza la importancia de la fe al afirmar que cuando intentó caminar sobre el agua, Pedro comenzó a hundirse cuando perdió la fe y se asustó, y al final del episodio, los discípulos aumentan su fe en Jesús y en Mateo 14: 33 dicen: "En verdad, tú eres el Hijo de Dios".
Las principales enseñanzas de este período incluyen el Discurso sobre la corrupción en Mateo 15: 1–20 y Marcos 7: 1–23, en el que, en respuesta a una queja de los fariseos, Jesús dice: Lo que entra en la boca de un hombre no lo hace 'impuro', pero lo que sale de su boca, eso es lo que lo hace ' impuro ' .
Después de este episodio, Jesús se retira a "partes de Tiro y Sidón " cerca del mar Mediterráneo, donde tiene lugar el episodio de curación de la hija de la mujer cananea en Mateo 15: 21–28 y Marcos 7: 24-30 . Este episodio es un ejemplo de cómo Jesús enfatiza el valor de la fe y le dice a la mujer: "¡Mujer, grande es tu fe!  Hágase como has pedido!"  La importancia de la fe también se enfatiza en el episodio <i>Curando a los diez leprosos</i> en Lucas 17: 11-19 .
En el Evangelio de Marcos, después de pasar por Sidón, Jesús llega a la región de Decápolis, un grupo de diez ciudades al sureste de Galilea, donde ocurre el milagro de la curación de los sordomudos, en Marcos 7: 31-37 , donde después de la curación, los discípulos dicen: "Incluso hace que los sordos oigan y los mudos hablen".  El episodio es el último de una serie de milagros narrados que se acumulan para la proclamación por Pedro de Jesús como Cristo en Marcos 8:29.

### Proclamación como Cristo

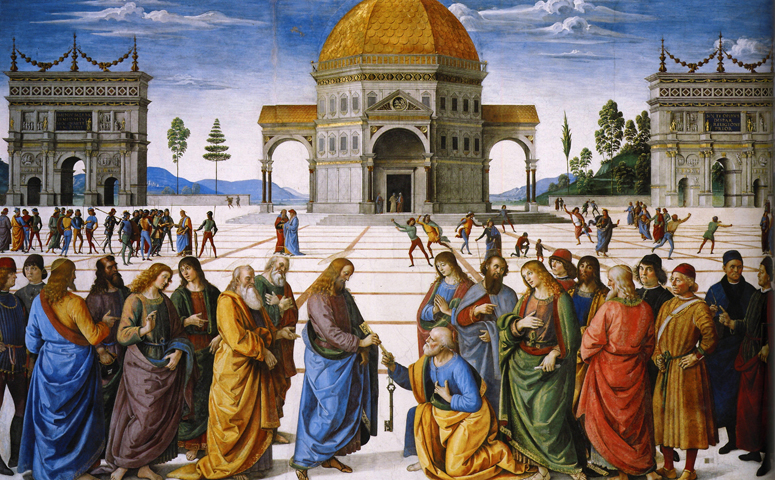
La representación de Pietro Perugino de Entrega de las llaves a San Pedro por Jesús, 1492

La Confesión de Pedro se refiere a un episodio en el Nuevo Testamento en el que Jesús hace una pregunta a sus discípulos: "¿Quién dices que soy?" El apóstol Pedro proclama a Jesús como Cristo, el Mesías esperado.  La proclamación se describe en los tres evangelios sinópticos: Mateo 16: 13-20, Marcos 8: 27-30 y Lucas 9: 18-20.
La Confesión de Pedro comienza como un diálogo entre Jesús y sus discípulos en el que Jesús comienza a preguntar acerca de las opiniones actuales acerca de sí mismo entre "las multitudes", preguntando: "¿Quién dicen las multitudes que soy?"   Los discípulos proporcionan varias de las hipótesis comunes en el momento.  Jesús luego pregunta a sus discípulos sobre su propia opinión: ¿ Pero quién dices que soy yo?  Solo le responde Simón Pedro: Tú eres el Cristo, el Hijo del Dios viviente .
En Mateo 16:17, Jesús bendice a Pedro por su respuesta, y luego lo indica como la roca de la Iglesia, y declara que le dará a Pedro "las llaves del reino de los cielos".
Al bendecir a Pedro, Jesús no solo acepta los títulos Cristo y el Hijo de Dios que Pedro le atribuye, sino que declara la proclamación como una revelación divina al afirmar que su Padre en el cielo se lo había revelado a Pedro.  En esta afirmación, al respaldar ambos títulos como revelación divina, Jesús se declara inequívocamente a sí mismo como Cristo y como el Hijo de Dios.  La proclamación de Jesús como Cristo es fundamental para la cristología y la confesión de Pedro, y la aceptación del título por parte de Jesús es una declaración definitiva para ello en la narrativa del Nuevo Testamento.  Si bien algunos de estos pasajes bien pueden ser auténticos, es probable que Mateo haga una referencia a Jesús como Cristo e Hijo de Dios.

### Transfiguración

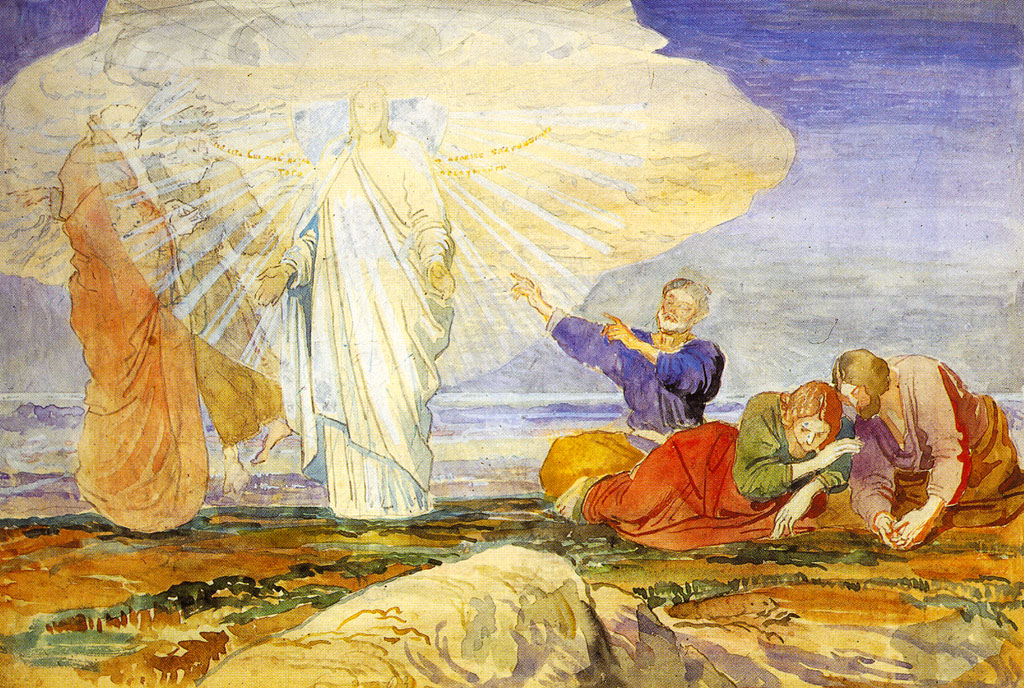
Transfiguración de Alexandr Ivanov, 1824

La Transfiguración de Jesús es un episodio de la narrativa del Nuevo Testamento en el que Jesús se transfigura (o se metamorfosea) y se vuelve radiante sobre una montaña.  Los evangelios sinópticos ( Mateo 17: 1–9 , Marcos 9: 2-8 , Lucas 9: 28–36 ) lo describen, y 2 Pedro 1: 16–18 se refiere a él.  En estos relatos, Jesús y tres de sus apóstoles van a una montaña (el Monte de la Transfiguración ).  En la montaña, Jesús comienza a brillar con brillantes rayos de luz.  Entonces los profetas Moisés y Elías aparecen a su lado y él habla con ellos.  Jesús es llamado " Hijo " por una voz en el cielo, que se supone que es Dios el Padre, como en el bautismo de Jesús .
La Transfiguración es uno de los milagros de Jesús en los evangelios.  Este milagro es único entre otros que aparecen en los evangelios canónicos, en el sentido de que el milagro le sucede al mismo Jesús. Tomás de Aquino consideraba a la Transfiguración "el mayor milagro" porque complementaba el bautismo y mostraba la perfección de la vida en el cielo.  La Transfiguración es uno de los cinco hitos principales en la narrativa del evangelio de la vida de Jesús, los otros son el bautismo, la crucifixión, la resurrección y la ascensión.  En el Nuevo Testamento, la Transfiguración es un momento crucial, y el escenario en la montaña se presenta como el punto donde la naturaleza humana se encuentra con Dios: el lugar de encuentro para lo temporal y lo eterno, con el mismo Jesús como el punto de conexión, actuando como el puente entre el cielo y la tierra.

### Viaje final a Jerusalén

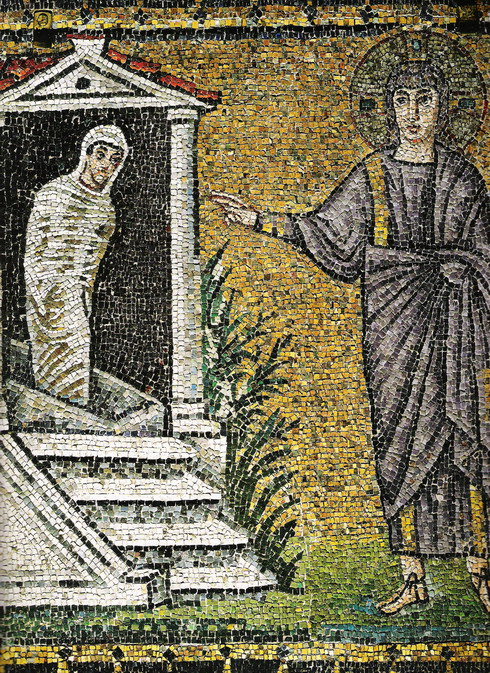
Mosaico del siglo VI del Levantamiento de Lázaro, iglesia de Sant'Apollinare Nuovo, Ravenna, Italia.

Después de la muerte de Juan el Bautista y la Transfiguración, Jesús comienza su viaje final a Jerusalén, habiendo predicho su propia muerte allí. El Evangelio de Juan dice que durante el viaje final, Jesús regresó a la zona donde fue bautizado, y Juan 10: 40-42 afirma que "muchas personas creyeron en él más allá del Jordán", diciendo "todo lo que sea que Juan haya hablado de este hombre era verdadero".  El lugar donde Jesús fue bautizado se infiere que la proximidad de la zona de Perea, teniendo en cuenta las actividades del Bautista en Betania, y en Aenon en Juan 01:28 y 03:23.  Los estudiosos generalmente asumen que la ruta que Jesús siguió de Galilea a Jerusalén pasó por Perea.
Este período de ministerio incluye el Discurso sobre la Iglesia en el que Jesús anticipa una futura comunidad de seguidores, y explica el papel de sus apóstoles en dirigirlo.  Incluye las parábolas de La oveja perdida y El siervo ingrato en Mateo 18 que también se refieren al Reino de los cielos.  El tema general del discurso es la anticipación de una futura comunidad de seguidores, y el papel de sus apóstoles en dirigirlo.  Jesús, dirigiéndose a sus apóstoles en 18:18, dice: "todo lo que atéis en la tierra será atado en el cielo; y lo que desatéis en la tierra, será desatado en el cielo".  El discurso enfatiza la importancia de la humildad y el sacrificio personal como las altas virtudes dentro de la comunidad anticipada.  Enseña que lo que importa en el Reino de Dios es la humildad infantil, no la prominencia social y la influencia.
Al final de este período, el Evangelio de Juan incluye el episodio la Resurrección de Lázaro en Juan 11: 1-46 en el que Jesús le devuelve la vida a Lázaro de Betania cuatro días después de su entierro.  En el Evangelio de Juan, la resurrección de Lázaro es el punto culminante de los "siete signos" que confirman gradualmente la identidad de Jesús como el Hijo de Dios y el Mesías esperado.  También es un episodio fundamental que inicia la cadena de eventos que lleva a las multitudes que buscan a Jesús en su entrada triunfal a Jerusalén, lo que lleva a la decisión de Caifás y al Sanedrín de planear matar a Jesús.

### Semana final en Jerusalén

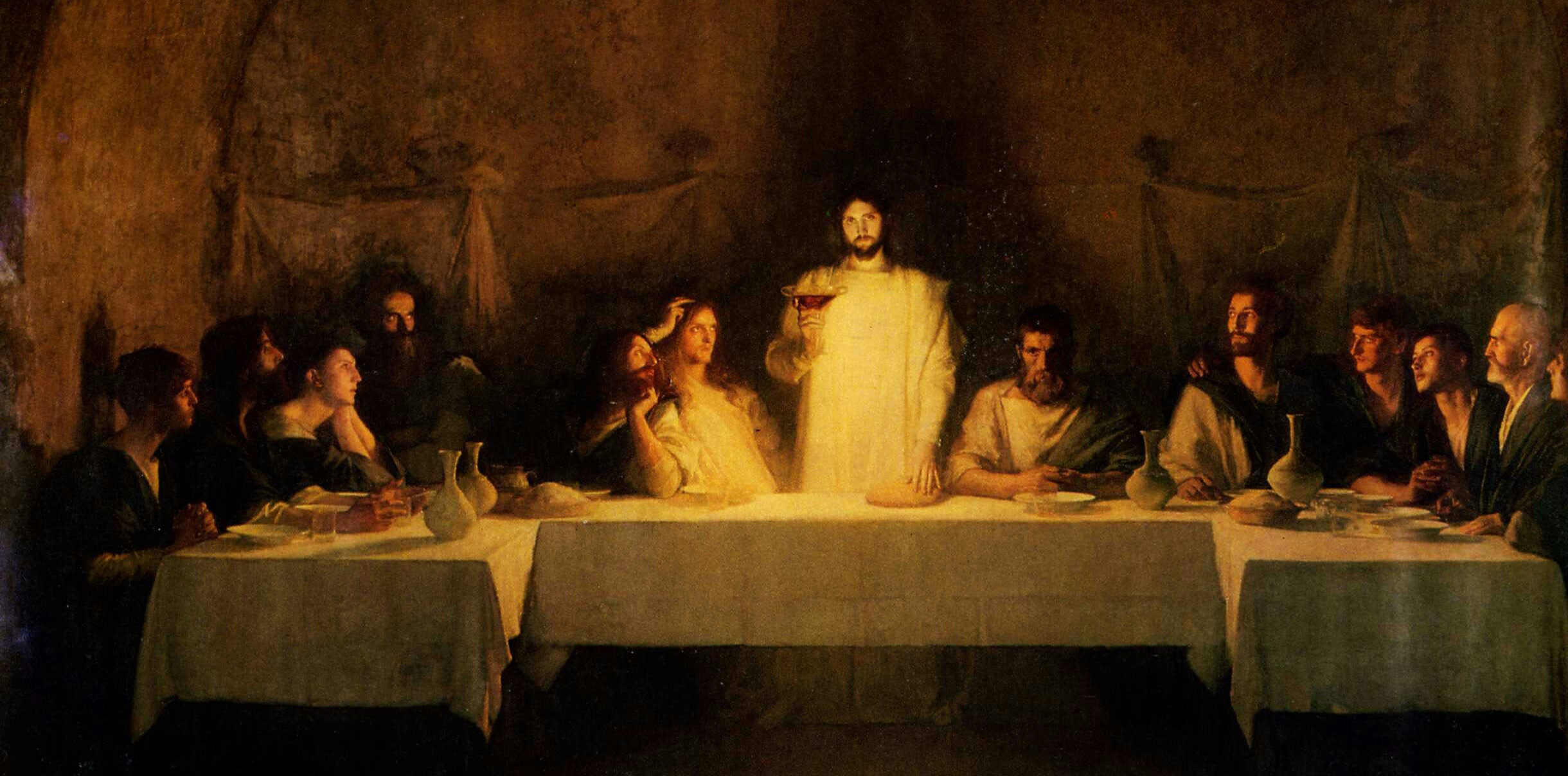
La última cena ha sido representada por muchos maestros artísticos.

La descripción de la última semana de la vida de Jesús (a menudo llamada la semana de la Pasión ) ocupa aproximadamente un tercio de la narrativa en los evangelios canónicos.  El relato de esa semana comienza con una descripción de la entrada final a Jerusalén y termina con su crucifixión.
La última semana en Jerusalén es la conclusión del viaje que Jesús había iniciado en Galilea a través de Perea y Judea.  Justo antes del relato de la entrada final de Jesús en Jerusalén, el Evangelio de Juan incluye el episodio de la resurrección de Lázaro, que aumenta la tensión entre Jesús y las autoridades. Al comienzo de la semana, cuando Jesús entra en Jerusalén, es recibido por la multitud que lo vitorea, lo que aumenta la tensión.
La semana comienza con la entrada triunfal a Jerusalén.  Durante la semana de su "ministerio final en Jerusalén", Jesús visita el Templo y tiene un conflicto con los cambistas acerca del uso del Templo con fines comerciales.  A esto le sigue un debate con los sacerdotes y el anciano en el que se cuestiona su autoridad.  Uno de sus discípulos, Judas Iscariote, decide traicionar a Jesús por treinta piezas de plata.
Hacia el final de la semana, Jesús celebra la última cena con sus discípulos, durante la cual instituye la Eucaristía, y los prepara para su partida en el discurso de despedida.  Después de la cena, Jesús es traicionado con un beso mientras está en agonía en el jardín y es arrestado.  Después de su arresto, Jesús es abandonado por la mayoría de sus discípulos, y Pedro lo niega tres veces, como predijo Jesús durante la última cena.  La última semana que comienza con su entrada en Jerusalén, concluye con su crucifixión y entierro ese viernes.

## Pasión

### Traición y arresto

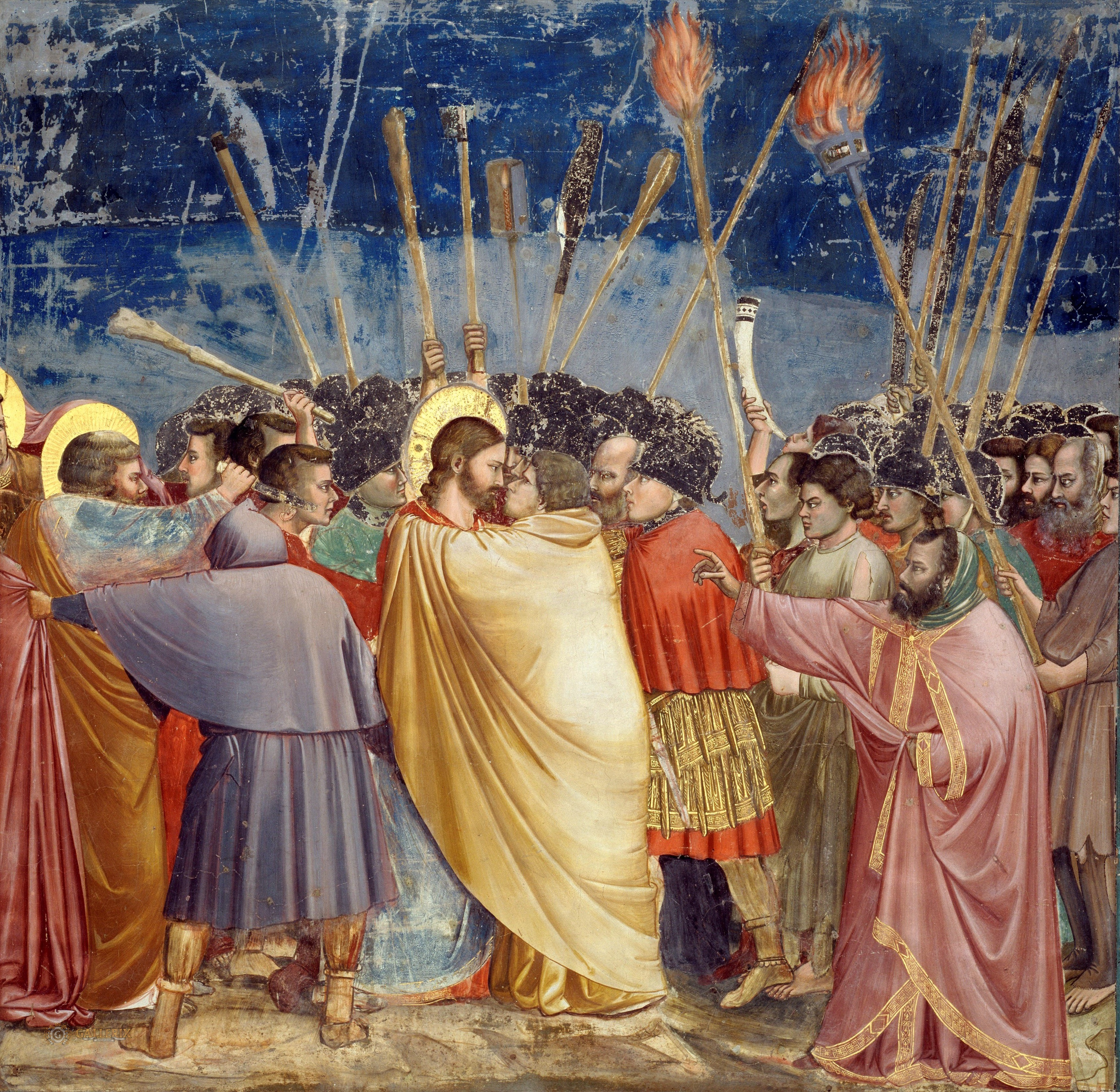
El beso de Judas (1304–06), fresco de Giotto, Capilla Scrovegni, Padua, Italia

En Mateo 26: 36-46 , Marcos 14: 32-42 , Lucas 22: 39-46 y Juan 18: 1 , inmediatamente después de la última cena, Jesús camina para orar, Mateo y Marcos identifican este lugar de oración como el jardín de Getsemaní .
Jesús está acompañado por Pedro, Juan y Santiago el mayor, a quienes pide que "permanezcan aquí y vigilen conmigo". Se mueve "a un tiro de piedra" de ellos, donde siente una tristeza abrumadora y dice: " Padre, si es posible, aparta de mí este cáliz, pero no se haga mi voluntad, sino la tuya ".  Solo el Evangelio de Lucas menciona los detalles del sudor de sangre de Jesús y la visitación del ángel que consuela a Jesús al aceptar la voluntad del Padre. Al regresar a los discípulos después de orar, los encuentra dormidos y en Mateo 26:40 le pregunta a Pedro: "¿Por qué dormís? Levantaos y orad para que no entréis en tentación."
Mientras que en el Jardín, aparece Judas, acompañado por una multitud que incluye a los sacerdotes y ancianos judíos y personas con armas,  Judas le da a Jesús un beso para identificarlo ante la multitud que luego arresta a Jesús. Uno de los discípulos de Jesús intenta detenerlos y usa una espada para cortar la oreja de uno de los hombres de la multitud.  Lucas afirma que Jesús sanó milagrosamente la herida y Juan y Mateo afirman que Jesús criticó el acto violento e insistió en que sus discípulos no debían resistirse a su arresto. En Mateo 26:52 Jesús hace la declaración bien conocida: todos los que viven por la espada, morirán por la espada .

### Proceso

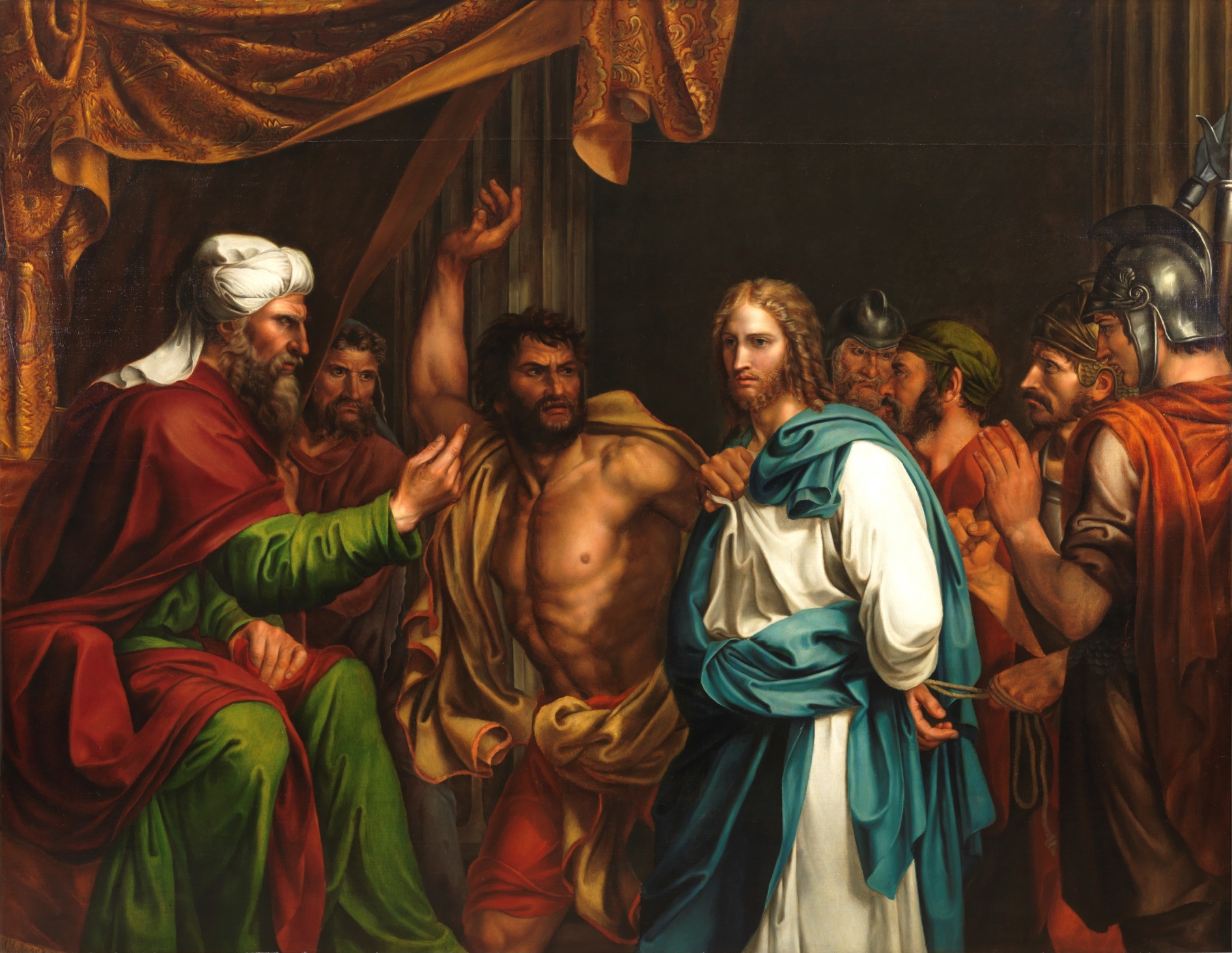
Jesús a punto de ser golpeado frente al Sumo Sacerdote Annas, como en Juan 18:22, representado por Madrazo, 1803.

En la narración de los cuatro evangelios canónicos después de la traición y el arresto de Jesús, es llevado al sanedrín, un cuerpo judicial judío.  Jesús es juzgado por el Sanedrín, burlado y golpeado, y condenado por hacerse llamar el Hijo de Dios .  Luego lo llevan a Poncio Pilato y los ancianos judíos le piden a Pilato que juzgue y condene a Jesús, acusándolo de decir que es el Rey de los judíos .  Después de preguntarle, con pocas respuestas de Jesús, Pilato declara públicamente que encuentra a Jesús inocente, pero la multitud insiste en el castigo.  Pilato entonces ordena la crucifixión de Jesús.  Aunque los relatos del Evangelio varían con respecto a varios detalles, están de acuerdo con el carácter general y la estructura general de las pruebas de Jesús.
Después de ser juzgado por el sanedrín, llevan a Jesús a la corte de Pilato en el pretorio. Solo en el Evangelio de Lucas  al encontrar que Jesús, de Galilea, pertenecía a la jurisdicción de Herodes Antipas, Pilato decide enviar a Jesús a Herodes.  Herodes Antipas (el mismo que había ordenado previamente la muerte de Juan el Bautista) deseaba haber visto a Jesús durante mucho tiempo, porque esperaba observar uno de los milagros de Jesús.  Sin embargo, Jesús no dice casi nada en respuesta a las preguntas de Herodes, o a las acusaciones vehementes de los principales sacerdotes y los escribas. Herodes y sus soldados se burlan de Jesús, le ponen una hermosa túnica, como el Rey de los judíos, y lo envían de regreso a Pilato. Herodes y Pilato se hacen amigos entre sí ese día: porque antes estaban enemistados.  Después de interrogar a Jesús y recibir muy pocas respuestas, Herodes ve a Jesús como una amenaza y lo devuelve a Pilato.
Después del regreso de Jesús de la corte de Herodes, Pilato declara públicamente que encuentra a Jesús inocente de los cargos, pero la multitud insiste en la pena capital.  El gobierno universal del Imperio Romano limitaba la pena capital estrictamente al tribunal del gobernador romano y Pilato decidió lavarse las manos públicamente y dijo "soy inocente de la sangre de este hombre justo". Pilato se presenta a sí mismo como un defensor que defiende el caso de Jesús en lugar de un juez en una audiencia oficial, sin embargo, ordena la crucifixión de Jesús.

### Crucifixión y entierro

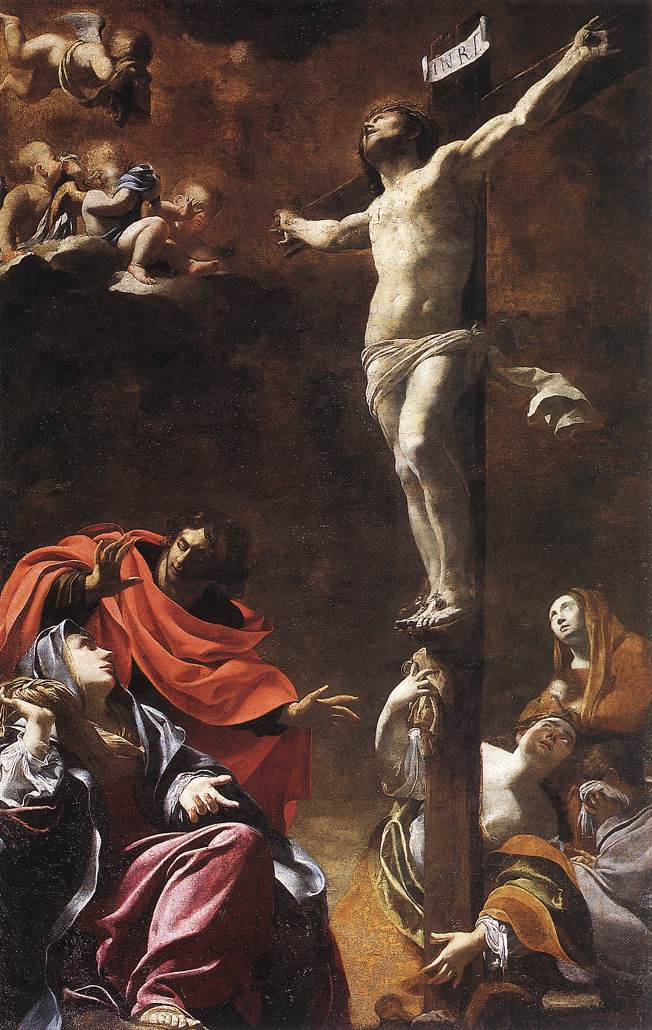
La crucifixión (1622) de Simon Vouet; Iglesia de Jesús Génova.

La crucifixión de Jesús se describe en los cuatro evangelios canónicos, y está confirmada por otras fuentes de ese tiempo (por ejemplo,  Josefo y Tácito), y es considerado como un acontecimiento histórico.
Después del proceso, Jesús se dirigió al Calvario (el camino se llama tradicionalmente a la Vía Dolorosa ) y los tres evangelios sinópticos indican que fue asistido por Simón de Cirene, los romanos lo obligaron a hacerlo.  En Lucas 23: 27-28, Jesús les dice a las mujeres de entre la multitud de personas que lo siguen que no lloren por él, sino por sí mismas y sus hijos.  Una vez en el Calvario (Gólgota), a Jesús le ofrecieron vino mezclado con hiel para beber —  por lo general se ofrecía como una forma de analgésico. Los evangelios de Mateo y Marcos afirman que lo rechazó.
Los soldados entonces crucificaron a Jesús y echaron a suertes su ropa.  Sobre la cabeza de Jesús en la cruz estaba la inscripción Rey de los judíos , y los soldados y los que pasaban se burlaron de él sobre el título.  Jesús fue crucificado entre dos ladrones convictos, uno de los cuales reprendió a Jesús, mientras que el otro lo defendió.  Cada evangelio tiene su propio relato de las últimas palabras de Jesús, que comprende las Siete Palabras en la cruz.  En Juan 19: 26-27, Jesús confía a su madre al discípulo que amó y en Lucas 23:34 dice: "Padre, perdónalos, porque no saben lo que hacen", interpretado generalmente como su perdón a los soldados romanos y a los otros involucrados
En los tres evangelios sinópticos, varios eventos sobrenaturales acompañan a la crucifixión, incluida la oscuridad del cielo, un terremoto y (en Mateo) la resurrección de los santos.  La rotura del velo del templo, después de la muerte de Jesús, se menciona en el sinóptico. Los soldados romanos no rompieron las piernas de Jesús, como lo hicieron con los otros dos hombres crucificados (romper las piernas acelera el proceso de crucifixión), ya que Jesús ya estaba muerto; esta es una profecía más cumplida, como se señala en Juan 19:36, "Porque estas cosas fueron hechas, para que se cumpla la escritura, no se romperá hueso de él".  Uno de los soldados perforó el costado de Jesús con una lanza y salieron sangre y agua.  En Marcos 15:39, impresionado por los sucesos, el centurión romano llama a Jesús el Hijo de Dios .
Después de la muerte de Jesús el viernes, José de Arimatea pidió permiso a Pilato para retirar el cuerpo.  El cuerpo fue retirado de la cruz,  envuelto en un paño limpio y enterrado en una nueva tumba excavada en la roca, con la ayuda de Nicodemo. En Mateo 27: 62-66, los judíos van a Pilato el día después de la crucifixión y piden guardias para la tumba y también sellan la tumba con una gran piedra y una guardia, para asegurarse de que el cuerpo permanezca allí.

## Resurrección y ascensión

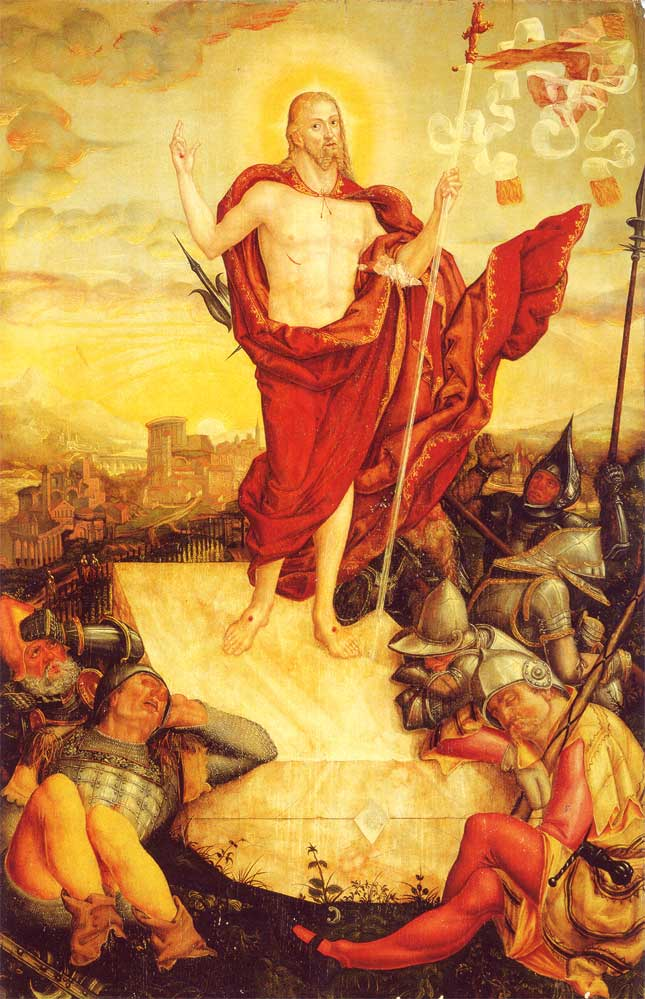
Resurrección de Lucas Cranach, 1558.

Los evangelios afirman que el primer día de la semana después de la crucifixión (típicamente interpretado como un domingo), los seguidores de Jesús lo encuentran resucitado de entre los muertos, después de que se descubrió que su tumba estaba vacía .  El Nuevo Testamento no incluye un relato del "momento de la resurrección" y en los íconos de la Iglesia Oriental no representan ese momento, sino que muestra a las portadoras de mirtos y representa escenas de la salvación.
El Jesús resucitado entonces se aparece a sus seguidores ese día y varias veces después, da sermones y cena con algunos de ellos, antes de ascender al Cielo.  Los evangelios de Lucas y Marcos incluyen breves menciones de la Ascensión, pero las principales referencias a ella se encuentran en otras partes del Nuevo Testamento.
Los cuatro evangelios tienen variaciones en su relato de la resurrección de Jesús y sus apariciones, pero hay cuatro puntos en los que convergen todos los evangelios: el giro de la piedra que había cerrado la tumba, la visita de las mujeres en "el primer día de la semana;" que el Jesús resucitado eligió primero aparecer ante las mujeres (o una mujer) y les dijo (a ella) que informaran a los otros discípulos; la prominencia de María Magdalena en los testimonios.  Las variantes tienen que ver con el momento preciso en que las mujeres visitaron la tumba, el número y la identidad de las mujeres; el propósito de su visita; la aparición del (de los) mensajero angelical o humano; su mensaje a las mujeres y la respuesta de las mujeres.
En Mateo 28: 5 , Marcos 16: 5 , Lucas 24: 4 y Juan 20:12, se anuncia su resurrección y se explica a los seguidores que llegan temprano en la mañana por uno o dos seres (hombres o ángeles) vestidos de túnicas brillantes aparecen en o cerca de la tumba.  Los relatos del evangelio varían en cuanto a quién llegó primero a la tumba, pero son mujeres y son instruidos por el Jesús resucitado para informar a los otros discípulos.  Los cuatro relatos incluyen a María Magdalena y tres a María la madre de Jesús.  Los relatos de Marcos 16: 9 , Juan 20:15 indican que Jesús se apareció primero a la Magdalena, y Lucas 16: 9 afirma que ella estuvo entre los portadores de mirtos que informaron a los discípulos acerca de la resurrección.  En Mateo 28: 11-15 , para explicar la tumba vacía, los ancianos judíos sobornaron a los soldados que habían vigilado la tumba para difundir el rumor de que los discípulos de Jesús habían robado su cuerpo.

### Apariciones después de la resurrección

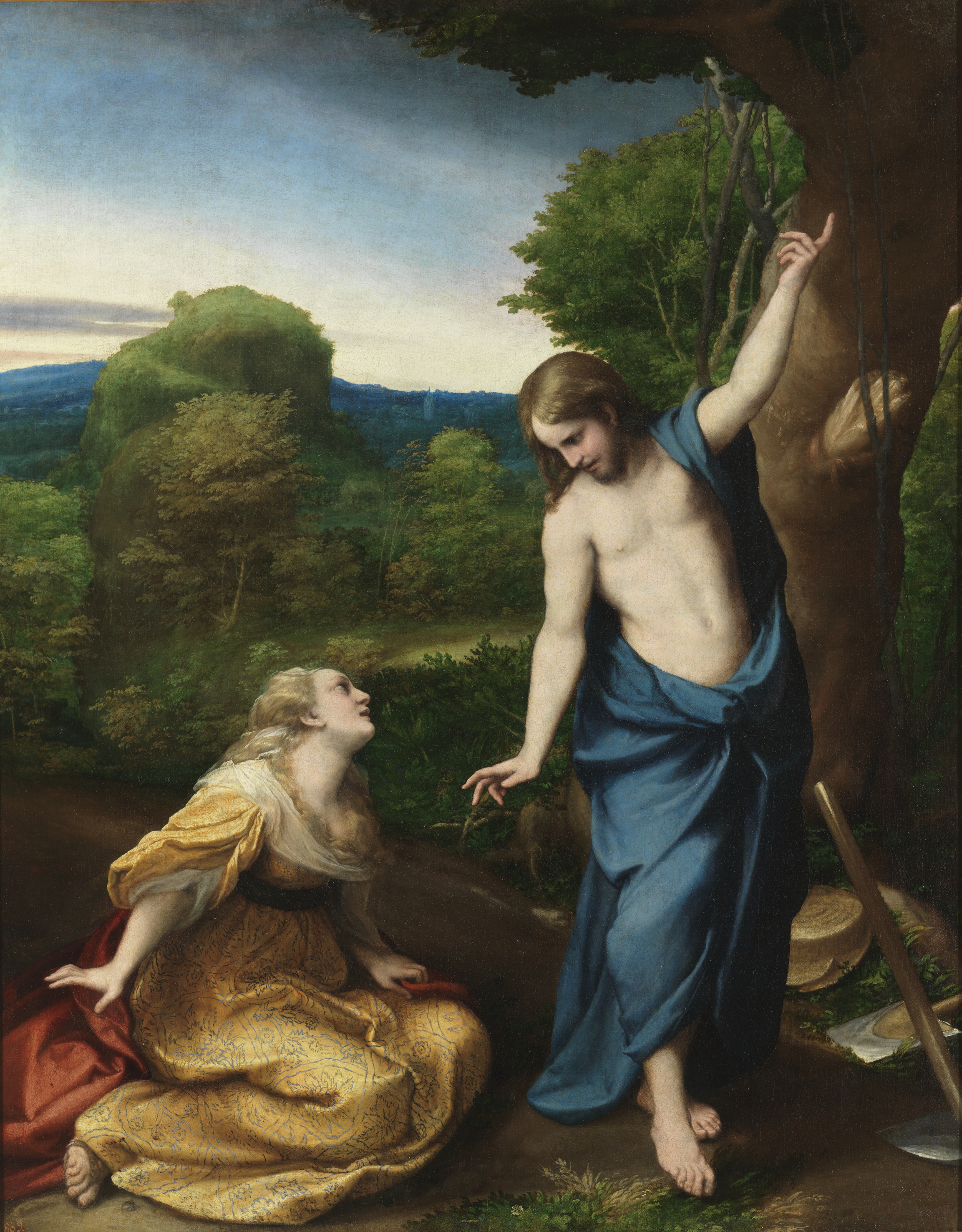
Noli me Tangere de Antonio da Correggio, c. 1534

Después del descubrimiento de la tumba vacía, los evangelios indican que Jesús hizo una serie de apariciones a los discípulos.
En Juan 20: 15-17, Jesús se aparece a María Magdalena poco después de su resurrección.  Al principio ella no lo reconoce y piensa que es el jardinero.  Cuando dice su nombre, ella lo reconoce, pero él le dice: Noli me Tangere, no me toques, "porque aún no he ascendido a mi Padre". 
Más tarde, ese mismo día, al atardecer, Jesús se aparece a los discípulos y les muestra las heridas en sus manos y su costado en Juan 20: 19-21. Tomás el apóstol no está presente en esa reunión y luego expresa dudas sobre la resurrección de Jesús. Cuando Tomás expresa sus dudas, en el conocido episodio de la incredulidad de Tomás en Juan 20: 24-29, Jesús se le aparece y lo invita a meter el dedo en los agujeros hechos por las heridas en las manos y el costado de Jesús. Tomás entonces profesa su fe en Jesús. En Mateo 28: 16–20 , en la Gran Comisión, Jesús se aparece a sus seguidores en una montaña en Galilea y les pide que bauticen a todas las naciones en el nombre del "Padre, Hijo y Espíritu Santo". 
Lucas 24: 13-32 describe la aparición del Camino a Emaús en la cual, mientras un discípulo llamado Cleopas caminaba hacia Emaús con otro discípulo, se encontraron con Jesús, quien más tarde cenó con ellos.  Marcos 16: 12-13 por el país, casi al mismo tiempo en la narrativa del Evangelio.  En la captura milagrosa de 153 peces, Jesús se aparece a sus discípulos en el mar de Galilea , y posteriormente Jesús alienta al apóstol Pedro a servir a sus seguidores.

### Ascensión

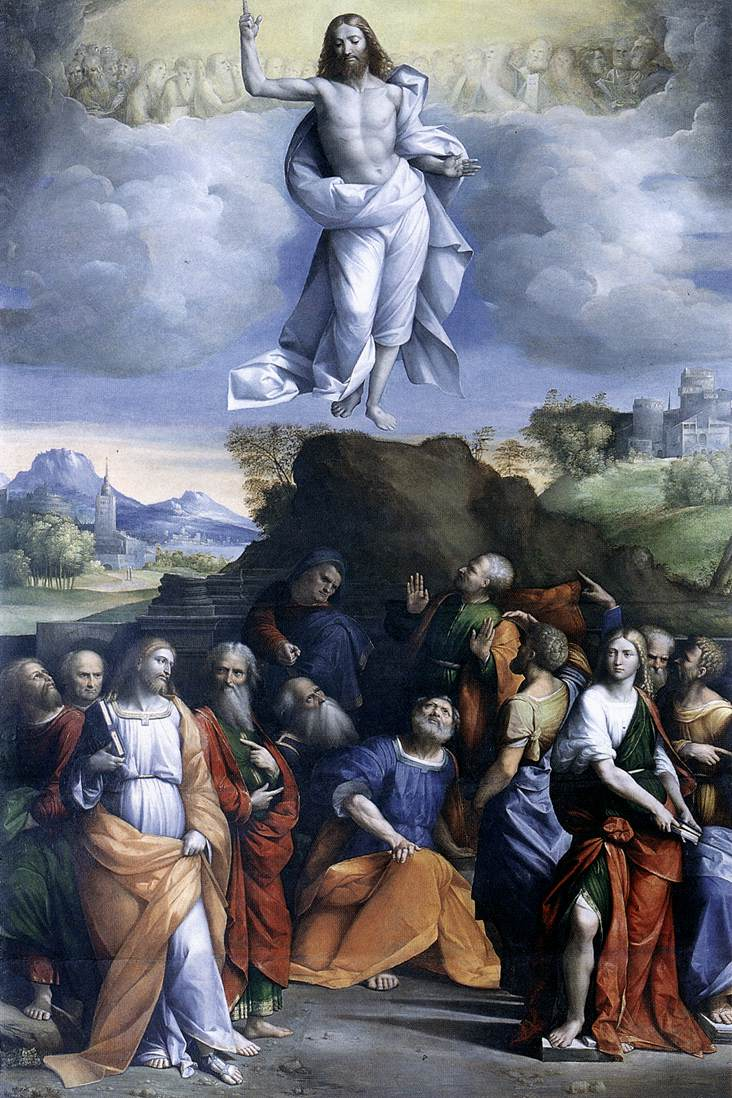
Ascensión de Cristo por Garofalo 1520

La Ascensión de Jesús ( anglización de la Vulgata, Hechos 1: 9-11 , título de la sección: Ascensio Iesu ) es la enseñanza cristiana que se encuentra en el Nuevo Testamento de que el Jesús resucitado fue llevado al cielo en su cuerpo resucitado, en presencia de once de sus apóstoles, ocurriendo 40 días después de la resurrección. En la narrativa bíblica, un ángel les dice a los discípulos observadores que la segunda venida de Jesús tendrá lugar de la misma manera que su ascensión.
Los evangelios canónicos incluyen dos breves descripciones de la Ascensión de Jesús en Lucas 24: 50-53 y Marcos 16:19, en la que tiene lugar el domingo de Pascua.  En los Hechos de los Apóstoles ( 1: 9-11 ) se da una descripción más detallada de la Ascensión corporal de Jesús a los cielos, donde la narrativa comienza con el relato de las apariciones de Jesús después de su resurrección y describe el evento como si hubiera ocurrido cuarenta días después.
Hechos 1: 9-12 especifica la ubicación de la Ascensión como el " monte de los Olivos " cerca de Jerusalén. Hechos 1: 3 declara que Jesús:   : "se mostró vivo después de su pasión por muchas pruebas, apareciéndose a ellos por el espacio de cuarenta días, y hablando las cosas concernientes al reino de Dios".  Después de dar una serie de instrucciones a los apóstoles, Hechos 1: 9 describe la Ascensión de la siguiente manera: "Y cuando él dijo estas cosas, mientras estaban mirando, fue capturado; y una nube lo sacó de su vista".  Después de esto, dos hombres vestidos de blanco aparecieron y les dijeron a los apóstoles que Jesús regresaría de la misma manera en que fue capturado, y que los apóstoles regresasen a Jerusalén.
En Hechos 2: 30-33 , Efesios 4: 8-10 y 1 Timoteo 3:16 (donde Jesús fue tomado en gloria), se habla de la Ascensión como un hecho aceptado, mientras que Hebreos 10:12 describe a Jesús sentado en el cielo. .

## Otras lecturas
- Bruce J. Malina: Ventanas en el mundo de Jesús: Viaje en el tiempo a la antigua Judea.  Westminster John Knox Press: Louisville (Kentucky) 1993
- Bruce J. Malina: El mundo del Nuevo Testamento: Perspectivas de la antropología cultural . 3ª edición, Westminster John Knox Press Louisville (Kentucky) 2001

- Ekkehard Stegemann y Wolfgang Stegemann: El movimiento de Jesús: una historia social de su primer siglo.  Editores de la Fortaleza de Augsburgo: Minneapolis 1999
- Shailer Mathews (1899). A History of New Testament Times in Palestine.

- Datos: Q3012407
- Multimedia: Life and teachings of Jesus Christ / Q3012407